# 學院泉 (愛荷華州)
學院泉（英語：College Springs）是一個位於美國愛荷華州佩奇縣的城市。

## 地理
學院泉的座標為40°37′15″N 95°07′19″W / 40.62083°N 95.12194°W，而該地的平均海拔高度為351米（即1152英尺）。

## 人口
根據2010年美國人口普查的數據，學院泉的面積為2.85平方千米，當中陸地面積為2.85平方千米，而水域面積為0.00平方千米。當地共有人口214人，而人口密度為每平方千米75人。